# محوطه قلعه جوق
محوطه قلعه جوق مربوط به دوران پیش از تاریخ ایران باستان است و در شهرستان اورمیه، روستای گلمانخانه، دهکده چی چست واقع شده و این اثر در تاریخ ۷ مهر ۱۳۸۱ با شمارهٔ ثبت ۶۱۵۵ به‌عنوان یکی از آثار ملی ایران به ثبت رسیده‌است.